# Щаты
Ща́ты, Заща́ты (бел. Зашча́ты, Шча́ты) — озеро в Полоцком районе Витебской области Белоруссии. Принадлежит к бассейну реки Туровлянка. Относится к группе Ушачских озёр.

## Описание
Озеро находится в 20 км к югу от Полоцка, возле агрогородка Гомель. Высота над уровнем моря составляет 126,7 м.
В озеро Щаты впадает протока Турчанка (Туржец), вытекающая из озера Яново. Озёра Щаты и Гомель соединяются протокой, на которой организована плотина.
Площадь поверхности водоёма составляет 0,83 км². Длина — 2,1 км, наибольшая ширина — 0,6 м. Длина береговой линии — 6,22 км. Наибольшая глубина озера — 5,9 м (по более старым данным — 7 м), средняя — 3,3 м. Объём воды — 2,74 млн м³. Площадь водосбора — 660 км².
Котловина вытянута с запада на восток. Берега песчаные, преимущественно низкие, поросшие лесом и кустарником, местами заболоченные. Мелководье песчаное, узкое, в заливах обширное. На глубине дно покрыто сапропелем. Озеро существенно зарастает.
Ихтиофауна — щука, лещ, плотва, густера, краснопёрка, язь, линь, окунь, карась и другие виды рыб. Производится промысловый лов рыбы. Организовано платное любительское рыболовство.